# Frederick Walton
Pour les articles homonymes, voir Walton.
Frederick Walton (Yorkshire, 13 mars 1834- 16 mai 1928) est un inventeur britannique. Il a inventé le linoleum.

## Découverte du linoleum
Son père, industriel à Manchester, dirigeait une fabrique de cardes métalliques caoutchoutées utilisées alors dans l'industrie textile. Ayant projeté d'utiliser ces cardes pour la fabrication de brosses à cheveux et de brosses à habits, il confia au jeune Frederick la tâche de développer cette fabrication.
Celui-ci se trouva ainsi amené à utiliser la gomme laque et la gutta-percha qui venaient d'être introduites sur le marché et se révélaient plus malléables que le caoutchouc.
Frederick Walton ne devait pourtant pas demeurer dans l'industrie familiale. Ayant reçu sa part de l'affaire des cardes caoutchoutées évaluée à 2 000 livres sterling, il acquit une petite usine et poursuivit ses recherches.
La gutta-percha étant d'un prix assez élevé, Walton cherchait un produit de remplacement meilleur marché. Et c'est ainsi que, remarquant les peaux qui se formaient à la surface de récipients de peinture laissés ouverts, l'idée lui vint de tenter une expérience en produisant ces peaux en une certaine quantité, qu'il ferait ensuite dissoudre dans un solvant.
Il appliqua donc, à la brosse de l'huile de lin sur des plaques de tôle et laissa l'huile se solidifier au contact de l'air.
Grattant les peaux ainsi obtenues, il put recueillir reproduits comme eux, auquel le langage professionnel devait par la suite  donner le nom de linoxyne[pas clair]. Pourquoi les tonnes cherchent à dissoudre ce produit dans le Nafta, se relevant provenant de la houille[pas clair], mais la linoxyne demeurant insoluble, il se résolut à l'utiliser telle quelle, se servant de cylindres habituellement utilisés pour le travail du caoutchouc.
Ceci se situe en 1860.
On vendait à l'époque sur le marché anglais ce revêtement à base de caoutchouc et liège  qui se nommait Kamptulicon. Mais la qualité de ce revêtement ne cessait de baisser à mesure que les fabricants réduisaient dans cet article le pourcentage de caoutchouc devenu trop onéreux.
Rencontrant un commerçant qui vendait  du Kamptulicon, Frederick Walton lui parla de ses essais avec l'huile de lin oxydée, et de cette conversation naquit chez lui la certitude que s'il pouvait fabriquer un revêtement avec sa nouvelle méthode, celui-ci trouverait sans aucun doute un débouché important. Walton entreprit des vocations tout d'abord semblables dans leur présentation au Kamptulicon, puis il songea les calandres est sur une toile de jute.

## Commercialisation du linoleum
Ces essais s'étant révélés concluants, Walton déposa ainsi son premier brevet pour la vocation de linoléum en 1862.
La première affaire de linoléum se créa quelque temps après le dépôt du brevet, sous le nom de « Linoleum Manufacturing Company », société au capital de 25 000 livres sterling, qui acquit une usine à Staines (près de Londres), l'usine dotée d'une calandre et d'un moulin pouvant servir à la mouture du liège. Cette société existe d'ailleurs toujours et fêtera donc son centenaire d'ici quelques années.
C'est vers 1870 que Frederick Walton créa la première usine de linoléum aux États-Unis, tandis que d'autres sociétés furent fondées en Angleterre entre 1870 et 1900. Puis apparurent dans plusieurs pays d'Europe de vastes usines dont l'activité ne cessa de s'accroître à mesure que le linoléum, revêtement très résistant vendu à un prix de revient relativement bas, affirmait ses nombreuses qualités.
Frederick Walton nous a laissé l'histoire de son invention dans un petit ouvrage qu'il publia en 1925, à l'âge de 90 ans.
En France, la compagnie française du Linoleum Nairn installa son usine à Orly (Val de Marne) ; la compagnie rouennaise de linoléum s'installa au Houlme en 1897, la société industrielle rémoise du linoléum Sarlino étant elle-même fondée en 1924.